# Ahmad Doli Kurnia

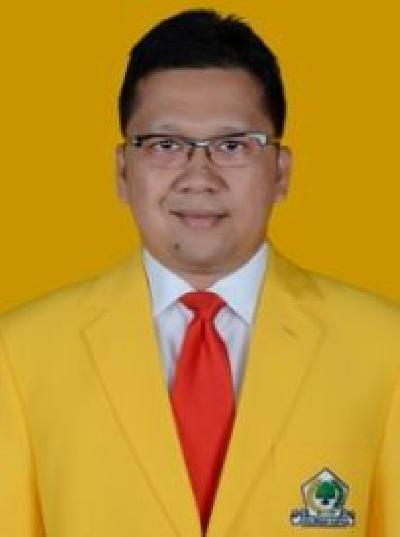
Ahmad Doli Kurnia (1. Oktober 2019)

Hāddsch Ahmad Doli Kurnia Tandjung (* 26. Juli 1971 in Medan, Sumatra Utara, Sumatra) ist ein indonesischer Politiker der Partei der funktionalen Gruppen Golkar (Partai Golongan Karya), der seit 2019 Mitglied des Volksvertretungsrates der Republik Indonesien DPR-RI (Dewan Perwakilan Rakyat Republik Indonesia) sowie Vorsitzender der dortigen für Innere Angelegenheiten, Staatssekretariat und Wahlen zuständigen Kommission II ist.

## Leben
Ahmad Doli Kurnia Tandjung besuchte von 1978 bis 1984 die „Bhayangkari“-Grundschule in Medan sowie von 1984 bis 1987 die dortige Mittelschule und zwischen 1987 und 1990 die Oberschule in Medan. Daraufhin begann er 1991 ein Mathematikstudium an der Universitas Padjadjaran UNPAD, welches er 1996 mit einem Bachelor in Mathematics beendete. Während seines Studiums engagierte er sich zwischen 1991 und 1992 zeitgleich als Vorsitzender der Studentenvertretung, Sekretär des Rates für Studierendenberatung sowie stellvertretender Vorsitzender der Studentenvereinigung an der Fakultät für Mathematik und Naturwissenschaften FMIPA (Fakultas Matematika dan Ilmu Pengetahuan Alam) der UNPAD. Im Studienjahr 1992/1993 war er an der Fakultät für Mathematik und Naturwissenschaften Vorsitzender der Studentenvereinigung, Vorsitzender des Studierendensenats sowie Leiter der Abteilung Studenten- und Jugendangelegenheiten der Islamischen Studentenvereinigung HMI (Himpunan Mahasiswa Islam). Im weiteren Verlauf seines Studiums war er zwischen 1993 und 1997 Leiter der Abteilung Studenten- und Gemeindeangelegenheiten der HMI-Zweigstelle in Bandung. Daneben fungierte er zwischen 1993 und 1995 als Leiter der Abteilung Auswärtige Angelegenheiten des HMI-Kommissariats der UNPAD und war des Weiteren von 1993 bis 1994 sowohl Vorsitzender der Organisationskommission des Studentensenats der UNPAD sowie zugleich Generalvorsitzender des Studierendensenats der Fakultät für Mathematik und Naturwissenschaften. Daraufhin fungierte er zwischen 1994 und 1995 auch als Generalvorsitzender und Koordinator des Studentensenats der UNPAD und war im Anschluss von 1995 bis 1997 Leiter der Abteilung Forschung und Entwicklung des Koordinierungsgremiums BADKO (Badan Koordinasi) der HMI von Jawa Barat.
1997 begann Ahmad Doli Kurnia ein postgraduales Studium im Fach Entwicklungsstudien am Institut Teknologi Bandung ITB und schloss dieses 2000 mit einem Master of Development Studies ab. Daneben war er weiterhin für die Islamischen Studentenvereinigung HMI tätig und war zunächst zwischen 1997 und 1999 Leiter der Abteilung Arbeit sowie daraufhin von 1999 bis 2001 Generalsekretär des HMI-Vorstandes. Er fungierte zwischen 2002 und 2019 als Hauptdirektor der Unternehmen Sari Surya Kurnia und der Aktiengesellschaft (Perseroan Terbatas) PT Kurnia Sari Abadi. Des Weiteren war er zwischen 2002 und 2005 erst als stellvertretender Generalsekretär, von 2005 bis 2008 als Vorsitzender sowie schließlich zwischen 2008 und 2011 als Generalvorsitzender des Zentralvorstandes DPP (Dewan Pimpinan Pusat) des Indonesischen Nationalen Jugendkomitee KNPI (Komite Nasional Pemuda Indonesia). Kurnia, der zwischen 2002 und 2004 Sonderassistent im Stab des Vizepräsidenten der Republik Indonesien Hamzah Haz war, arbeitete zwischen 2003 und 2010 als Programmdirektor des Instituts für Wirtschaftspolitik und gute Regierungsführung und engagierte sich ferner von 2003 bis 2006 als Generalvorsitzender des Zentralen Vorstandes der jungen Generation der indonesischen Muslimbruderschaft sowie des Weiteren zwischen 2003 und 2008 als stellvertretender Generalsekretär des Zentralen Vorstandes der indonesischen Muslimbruderschaft.

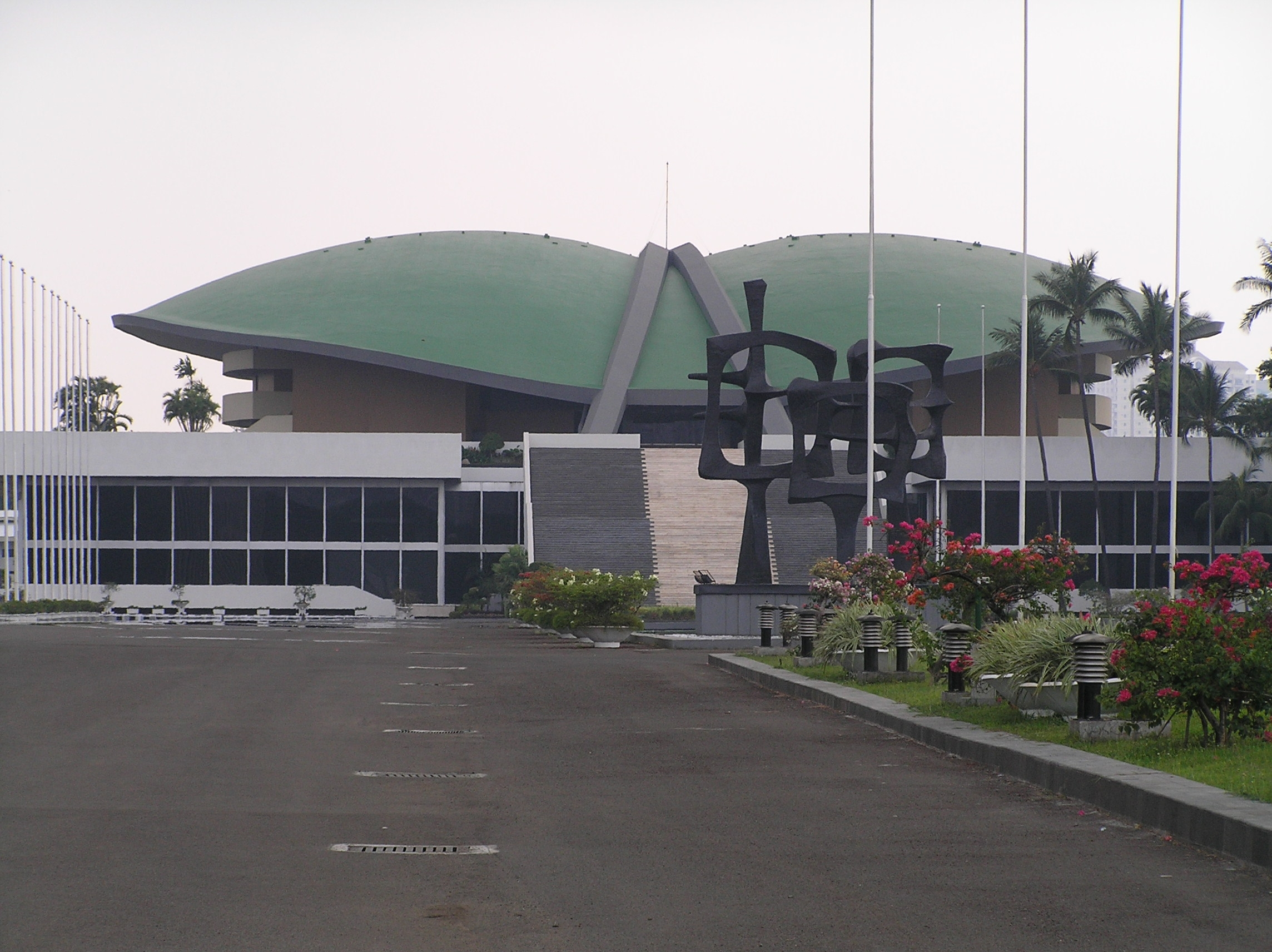
Das Gebäude des Volksvertretungsrates der Republik Indonesien, deren Mitglied er ist.

Ahmad Doli Kurnia, der von 2004 bis 2007 Fachberater der für Industrie, Investitionen und Unternehmenswettbewerb zuständigen Kommission VI des Volksvertretungsrates der Republik Indonesien war, fungierte zwischen 2005 und 2019 als Präsident und Direktor des Familienunternehmens Surya Kurnia Group. Er war ferner von 2005 bis 2010 Vorsitzender des Zentralvorstandes DPP der Jugendfront BMK (Barisan Muda Kosgoro) der KOSGORO (Kesatuan Organisasi Serbaguna Gotong Royong), eine Organisation der GOLKAR für gegenseitige Zusammenarbeit, und war im Anschluss zwischen 2010 und 2015 Sekretär des Beirates der BMK. Des Weiteren war er zugleich von 2005 bis 2015 stellvertretender Generalsekretär des Zentralvorstandes der Angkatan Muda Pembaharuan Indonesia AMPI, einer Jugendorganisation der GOLKAR, sowie zeitgleich zwischen 2010 und 2015 stellvertretender Sekretär des Beirates des Zentralvorstandes der AMPI. Darüber hinaus bekleidete er zwischen 2010 und 2015 die Funktion als stellvertretender Generalsekretär der Al Jam’iyatul Washliyah (arabisch: الجمعية الوصلية), eine islamische Massenorganisation in Sumatera Utara, die auch Niederlassungen in Aceh, Riau und Jawa Barat hat, sowie zugleich zwischen 2012 und 2013 als stellvertretender Generalsekretär der zur KOSGORO gehörenden Organisation Stärkung der Familienfürsorge PKK (Pemberdayaan Kesejahteraan Keluarga). 2014 begann er ein weiteres postgraduales Studium der Politikwissenschaften an der Universitas Padjadjaran UNPAD, welches er 2018 mit einem Master of Political Science beendete. Er fungierte zwischen 2015 und 2018 als Vorsitzender des Indonesischen Jugendrates MPI (Majelis Pemuda Indonesia) und war zeitgleich von 2015 bis 2018 auch Vorsitzender der KOSGORO-Organisation Stärkung der Familienfürsorge PKK.
Bei der Wahl am 17. April 2019 wurde Ahmad Doli Kurnia als Kandidat der GOLKAR im Wahlkreis SUMATERA UTARA III erstmals Mitglied des Volksvertretungsrates der Republik Indonesien DPR-RI (Dewan Perwakilan Rakyat Republik Indonesia) und gehört diesem seither an. In der bis 2024 dauernden Legislaturperiode ist er Vorsitzender der dortigen für Innere Angelegenheiten, Staatssekretariat und Wahlen zuständigen Kommission II.
Aus seiner Ehe mit Yanti Sunanti gingen zwei Kinder hervor.

## Veröffentlichungen
- Perdagangan berjangka komoditi Indonesia. Relevansinya dengan kon[s]truksi nilai etika dalam pasar bebas dan pertumbuhan nilai ekonomi bangsa, HMI Publisher, Jakarta 1999
- Eko-industri meretas kehidupan pembangunan berkelanjutan, Belukar, Yogyakarta 2002, ISBN 979-96572-1-0
- Meluruskan jalan ke khittah HMI, Belukar, Yogyakarta 2002, ISBN 979-96572-2-9
- Gerakan dan pemikiran nasionalisme kaum. Muda pasang surut realitas kebangsaan kita, Pustaka Alvabet, Jakarta 2005, ISBN 979-3064-21-8
- Aksi bela Islam 212. Gerakan hati, kekuatan bangsa, Simbiosa Rekatama Media, Bandung 2017, ISBN 978-602-7973-49-7